# Barranca de Upía
Pour les articles homonymes, voir Barranca.
Barranca de Upía est une municipalité (municipio) colombienne du département de Meta.
Comme la plupart des municipalités de Colombie, Barranca de Upía possède son hymne, son blason et son drapeau.

## Géographie

### Limites
- Nord : ?
- Ouest : ?
- Sud : ?
- Est : ?

### Hydrographie
La municipalité est traversée par les rivières (ríos) suivantes :
La municipalité est également arrosée ou drainée par les canaux (caños) suivants :

### Climat
La température moyenne est de ?°C environ.

## Tourisme et culture
Termales Aguas Calientes del Llano